# Ԛ (кириллица)
Ԛ, ԛ (ԛа [ка]) — буква расширенной кириллицы, использующаяся в выходящем из употребления кириллическом алфавите курдского языка, ранее использовавшаяся в абхазском и осетинском алфавитах. Во всех своих формах выглядит точно так же, как и латинская Q.

## Использование
В курдском кириллическом алфавите обозначает звук [q] и является 39-й буквой.
Использовалась в абхазском алфавите П. К. Услара (1862), Мачавариани и Гулиа (1892), Чочуа (1909—1926) и осетинском алфавите А. М. Шёгрена (1844—1923).